# Tony Barbieri
Anthony J. "Tony" Barbieri (n. 26 august 1963, Framingham, Massachusetts) este un scenarist și actor american.

## Cariera
- Windy City Heat (2003) - (film de televiziune) - (scenarist/actor)
- Jimmy Kimmel Live! (2003-) (Talk show pe ABC) - (scenarist/actor) - cunoscut pentru rolul Jake Byrd.
- That '80s Show (2002) (emisiune TV) - (Scenarist)
- Crank Yankers (2002) (emisiune TV) (scenarist/actor vocal)
- That's My Bush! (2001) (emisiune TV) - (scenarist/actor) - Comedie politică în care îl imita pe George W. Bush.
- The Man Show (1999–2004) (emisiune TV) - (scenarist)
- Delta Force: Land Warrior (2000) (joc video) (actor vocal)
- Pledge Night (1988) (film) - film horror.